# COM (software)
 For alternative betydninger, se COM. (Se også artikler, som begynder med COM)
Component Object Model (COM) er en måde at lave softwarekomponenter på, der blev introduceret af Microsoft i 1993. Det bruges til at gøre det muligt for komponenter at kommunikere med hinanden og til at lave komponenter i et af de programmeringssprog der understøtter teknologien. Order COM bruges ofte bredt i softwareudviklingsbranchen om flere teknologier: OLE, OLE Automation, ActiveX, COM+ og DCOM. Selvom COM blev introduceret i 1993, begyndte Microsoft ikke at lægge vægt på ordet før i 1997.
Selvom det er lavet til flere forskellige styresystemer bruges det primært i Microsoft Windows. Det forventes at COM i det store og hele bliver erstattet af Microsoft .NET og Web Services via Windows Communications Foundation (WCF). DCOM brugte binære formater til netværkskommunikation mens WCF bruger XML-baserede SOAP-beskeder. COM konkurrerer også med CORBA og Java Beans som måder at lave komponentbaserede systemer.